# ブライニガーベルク

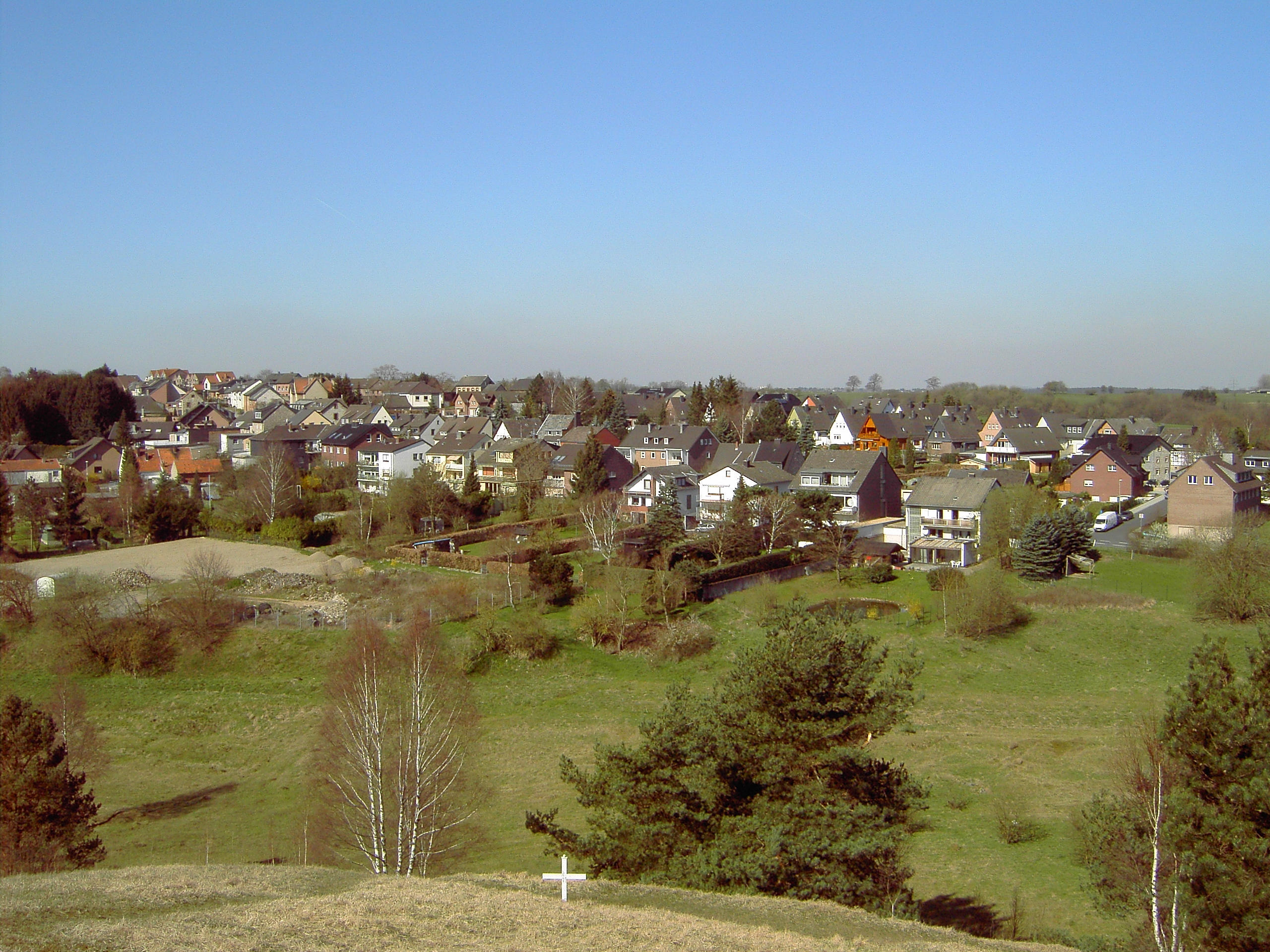
ブライニガーベルク

ブライニガーベルク (Breinigerberg) は、ドイツのノルトライン＝ヴェストファーレン州アーヘン郡の街シュトルベルクにある17地区の一つ。
ブライニガーベルクの東側にはシュトルベルクの森がある。シュランゲンベルク (Schlangenberg) の丘は海抜276mである。
真鍮の製造所として使用された。 